# Alfons Maria Stickler
Alfons Maria Stickler (1910–2007) là một Hồng y người Áo của Giáo hội Công giáo Rôma. Ông từng đảm nhận vai trò Hồng y Đẳng Linh mục Nhà thờ S. Giorgio in Velabro, Thủ thư Thư viện Vatican, Thủ thư Văn khố Cơ mật Vatican trong 3 năm, từ năm 1985 đến năm 1988.
Vốn là một giáo sĩ trong vai trò phục vụ trong Giáo triều Rôma, ông từng đảm trách nhiều vai trò khác nhau trước khi tiến đến trở thành Thủ thư Thư viện Vatican, Thủ thư Văn khố Cơ mật Vatican, như: Tổng quản Magnificus Giáo hoàng Thư viện Dòng Don Bosco (1958–1966), Quản thủ Thư viện Thành quốc Vatican (1971–1983), Quyền Thủ thư Thư viện Vatican (1983–1985), Quyền Thủ thư Văn khố Cơ mật Vatican (1983–1985). Ông được vinh thăng Hồng y ngày 25 tháng 5 năm 1985, bởi Giáo hoàng Gioan Phaolô II.

## Tiểu sử
Hồng y Alfons Maria Stickler sinh ngày 23 tháng 8 năm 1910 tại Neunkirchen, Áo. Sau quá trình tu học dài hạn tại các cơ sở chủng viện theo quy định của Giáo luật, ngày 27 tháng 3 năm 1937, Phó tế Stickler, 27 tuổi, tiến đến việc được truyền chức linh mục. Tân linh mục là thành viên linh mục đoàn Dòng Salêdiêng Don Bosco.
Ông từng đảm nhiệm kiêm nhiệm nhiều chức danh quan trọng tại Giáo triều Rôma, Tổng quản Magnificus Giáo hoàng Thư viện Dòng Don Bosco, từ năm 1958 đến năm 1956. Năm năm sau khi kết thúc nhiệm vụ tại Giáo hoàng Thư viện Dòng Don Bosco, ông đảm nhận vai trò Quản thủ Thư viện Thành quốc Vatican, kể từ khi được bổ nhiệm vào năm 1971.
Sau 47 năm thi hành các công việc mục vụ với thẩm quyền và cương vị của một linh mục, ngày 8 tháng 9 năm 1983, Tòa Thánh loan tin Giáo hoàng đã quyết định tuyển chọn linh mục Alfons Maria Stickler, 73 tuổi, gia nhập Giám mục đoàn Công giáo Hoàn vũ, với vị trí được bổ nhiệm là Tổng giám mục Hiệu tòa Volsinium, chức danh Quyền Thủ thư Thư viện Vatican, Quyền Thủ thư Văn khố Cơ mật Vatican. Lễ tấn phong cho vị giám mục tân cử được tổ chức sau đó vào ngày 11 tháng 11 cùng năm, với phần nghi thức chính yếu được cử hành cách trọng thể bởi 3 giáo sĩ cấp cao, gồm chủ phong là đương kim giáo hoàng, Giáo hoàng Gioan Phaolô II; hai vị giáo sĩ còn lại, với vai trò phụ phong, gồm có Tổng giám mục Eduardo Martínez Somalo, Thành viên Văn phòng Phủ Quốc vụ khanh Tòa Thánh và Tổng giám mục Rosalio José Castillo Lara, S.D.B, Quyền Chủ tịch của Ủy ban Giáo hoàng cho việc sửa đổi Giáo luật. Tân giám mục chọn cho mình khẩu hiệu: OMNIA ET IN OMNIBUS CHRISTUS.
Bằng việc tổ chức công nghị Hồng y năm 1985 được cử hành chính thức vào ngày 25 tháng 25, Giáo hoàng Gioan Phaolô II đưa ra quyết định vinh thăng Tổng giám mục Alfons Maria Stickler tước vị danh dự của Giáo hội Công giáo, Hồng y. Tân Hồng y thuộc Đẳng Hồng y Phó tế và Nhà thờ Hiệu tòa được chỉ định là Nhà thờ S. Giorgio in Velabro. Hai ngày sau đó ông chính thức được bổ nhiệm làm Thủ thư Thư viện Vatican, Thủ thư Văn khố Cơ mật Vatican.
Ngày 1 tháng 7 năm 1988, Tòa Thánh chấp thuận đơn hồi hưu của ông, vì lý do tuổi tác, theo Giáo luật. Ông được thăng Đẳng Hồng y Linh mục sau đó vào ngày 29 tháng 1 năm 1996. Ông qua đời ngày 12 tháng 12 năm 2007, thọ 97 tuổi.